# Davy Oyen
Davy Oyen, né le 17 juillet 1975 à Zutendaal, est un footballeur belge. Il a porté trois fois le maillot de l'équipe nationale belge.
Ancien défenseur du KRC Genk, du PSV Eindhoven, du Sporting Anderlecht et de Nottingham Forest FC, il termine sa carrière en 2010, au KVSK United.

## Carrière

### Formation et débuts professionnels
Davy Oyen effectue sa formation dans deux petits clubs de sa région natale, d'abord au Zwaluw FC Wiemismeer de 1982 à 1991, puis au Asse VV pendant un an avant de rejoindre le centre de formation du KRC Genk. Il est intégré au noyau professionnel en 1993 et dispute son premier match officiel le 23 octobre à domicile contre le KV Ostende. Deux semaines plus tard, il inscrit son premier but lors de sa première titularisation, en Coupe de Belgique contre Lokeren, ce qui n'empêchera pas l'élimination de son équipe 2 buts à 3. Il est ensuite titularisé à chaque rencontre jusqu'à la mi-février, quand une blessure le stoppe dans son élan. En fin de saison, Genk est relégué en Division 2 et le joueur quitte le club pour rejoindre une autre équipe limbourgeoise, Saint-Trond VV, champion de deuxième division et donc promu parmi l'élite.
Malgré trois titularisations lors des trois premières rencontres du championnat, Davy Oyen ne parvient pas à s'imposer dans l'effectif trudonnaire. Il perd sa place et ne joue au total que dix rencontres durant la saison. Il décide alors de retourner à Genk, en deuxième division. Il y retrouve une place de titulaire et dispute presque tous les matches de la compétition, inscrivant six buts. Le club termine vice-champion et bénéficie de la faillite du RFC Seraing pour remonter directement au plus haut niveau national. Réserviste lors des premières journées de championnat, Davy Oyen reprend sa place dans l'équipe de base à partir du mois de septembre et la conserve durant tout le championnat.

### Explosion à Genk et premier transfert à l'étranger
Grâce à sa huitième place, le club se qualifie pour la Coupe Intertoto 1997, la première compétition européenne pour Davy Oyen. Il joue les trois premiers matches de l'équipe, qui ne franchit pas le premier tour. En championnat par contre, les résultats sont au-delà des attentes et permettent au club de terminer vice-champion, loin derrière le FC Bruges (18 points) mais avec onze points d'avance sur le Sporting Anderlecht. La fin de saison est mouvementée pour le joueur, qui reçoit sa première convocation en équipe nationale belge pour le match amical contre la Roumanie le 22 avril 1998 (sans toutefois qu'il ne monte au jeu) et une victoire écrasante en finale de la Coupe de Belgique contre le champion brugeois, quatre buts à zéro, premier trophée dans la carrière du joueur. Ses bonnes performances en défense ont attiré des recruteurs de grands clubs étrangers et il est transféré au PSV Eindhoven, champion des Pays-Bas, pour une somme d'environ 2 500 000 €.
Aux Pays-Bas, Davy Oyen a plus de mal à s'imposer et ne dispute que 19 rencontres de championnat. Il est néanmoins repris en équipe nationale à quatre reprises durant la saison. Il joue ses premières minutes lors d'un match amical au Luxembourg le 18 novembre 1998 et obtient ensuite sa première titularisation à l'occasion d'un autre match amical, à domicile cette fois, contre la Grèce.

### Retour en Belgique puis nouveau départ
Durant l'été 1999, il est prêté pour une saison au Sporting Anderlecht. Il redevient titulaire dans son nouveau club, ce qui lui vaut une dernière convocation avec les « Diables Rouges » le 10 octobre 1999 pour un déplacement amical en Angleterre, qu'il dispute intégralement. Malheureusement pour le joueur, il se blesse sérieusement à la mi-novembre et ne joue plus jusqu'en fin de saison. Malgré sa longue indisponibilité, la direction bruxelloise croit encore en lui et prolonge son prêt pour une saison. Remis de sa blessure durant l'été, il effectue quelques apparitions en tant que remplaçant durant les premiers mois de compétition, notamment en Ligue des champions contre Manchester United. Hélas, il se blesse de nouveau grièvement à la fin du mois d'octobre et est une nouvelle fois écarté des terrains pour le restant de la saison. Le club le transfère néanmoins définitivement en avril et lui offre un contrat de deux avec option,. Il reprend les entraînements durant la préparation de la saison 2001-2002 et est de nouveau aligné dans l'équipe de base pour les premiers matches du championnat. Mais après deux mois de compétition, il est victime d'une nouvelle blessure aux adducteurs, qui le force à se faire de nouveau opéré et le tient à l'écart des terrains jusqu'en juin.
N'entrant plus dans les plans du nouvel entraîneur d'Anderlecht, Hugo Broos, il est autorisé à quitter le club gratuitement en janvier 2003. Davy Oyen décide de tenter une nouvelle fois sa chance à l'étranger et signe à Nottingham Forest, alors quatrième en Championship, la deuxième division anglaise,. Arrivé avec l'espoir de relancer sa carrière en Angleterre, il doit attendre un mois pour disputer son premier match Outre-Manche contre Stoke City. Il ne parvient pas à s'imposer dans l'équipe et ne dispute au total que quatre rencontres en championnat et une en Coupe de la Ligue durant les six derniers mois de la saison. Il ne joue également que quatre matches la saison suivante, les blessures ne l'épargnant toujours pas. En fin de saison, il est laissé libre par Nottingham et entame des négociations avec plusieurs clubs belges.

### Fin de carrière en Belgique
Finalement, Davy Oyen s'engage avec Beringen Heusden-Zolder, tout juste relégué en Division 2 et qui ambitionne de retrouver l'élite le plus tôt possible. Il obtient une place de titulaire dans l'équipe et est épargné par les blessures durant la saison. Malheureusement, les résultats de l'équipe sont très décevants, avec une neuvième place finale. Plusieurs cadres quittent alors le club mais Oyen décide de rester. Il conserve sa place dans le onze de base mais les difficultés financières du club se font de plus en plus importantes au fil des semaines. Finalement, le club est déclaré en faillite au début du mois de mars 2006 et les joueurs libérés de leurs contrats. Il s'engage alors avec une autre équipe de deuxième division, le KVSK United, jusqu'au terme de la saison. Il joue tous les matches jusqu'au terme du tour final, que le club ne parvient pas à remporter.
Davy Oyen se voit alors offrir une nouvelle chance en première division par le KSV Roulers. Il est titularisé dès le premier match de la saison, au tour préliminaire de la Coupe UEFA contre les Macédoniens du Vardar Skopje et inscrit un des deux buts de son équipe. Il dispute 31 rencontres durant la saison, toutes compétitions confondues, un chiffre qu'il n'avait plus atteint depuis sa dernière saison au KRC Genk. Malheureusement, la malchance le rattrape et il se blesse de nouveau en mai 2007. Il revient dans le noyau roularien en février 2008 pour disputer deux bribes de matches mais rechute. Il doit attendre les dernières journées de championnat pour revenir définitivement dans l'équipe.
Son contrat arrivant à son terme, la direction du club ne le prolonge pas et le joueur se retrouve libre de transfert. Il retourne alors au KVSK United, où il signe un contrat d'un an. Hélas, il se blesse sévèrement lors du premier match de la saison en Coupe de Belgique et reste écarté des terrains pendant quatre mois. Il revient dans le groupe en décembre mais après deux titularisations, il est à nouveau gêné par des problèmes physiques et il ne rentre plus que trois fois en cours de jeu dans le courant du mois d'avril 2009. Il prolonge toutefois son contrat pour un an avec le club limbourgeois mais ne parvient pas à retrouver une place dans l'équipe, devant se contenter de sept montées au jeu en championnat, entrecoupées de périodes de revalidation. Finalement, en fin de saison, il décide de raccrocher définitivement ses crampons et prend sa retraite professionnelle.

## Palmarès
- International belge en 1998 et 1999 (3 capes en 6 sélections)
- 2 fois champion de Belgique en 2000 et 2001 avec le RSC Anderlecht.
- Vainqueur de la Coupe de Belgique en 1998 avec le KRC Genk.

## Statistiques
| Saison                | Club                  | Championnat           | Championnat | Championnat | Coupe(s) nationale(s) | Coupe(s) nationale(s) | Compétition(s) continentale(s) | Compétition(s) continentale(s) | Compétition(s) continentale(s) | Belgique | Belgique | Total | Total |
| Saison                | Club                  | Division              | M.          | B.          | M.                    | B.                    | Comp.                          | M.                             | B.                             | M.       | B.       | M.    | B.    |
| 1993-1994             | KRC Genk              | Jupiler League        | 13          | 0           | 1                     | 1                     | -                              | 0                              | 0                              | 0        | 0        | 14    | 1     |
| 1994-1995             | K Saint-Trond VV      | Jupiler League        | 10          | 0           | 0                     | 0                     | -                              | 0                              | 0                              | 0        | 0        | 10    | 0     |
| 1995-1996             | KRC Genk              | Division 2            | 24          | 6           | 2                     | 0                     | -                              | 0                              | 0                              | 0        | 0        | 26    | 6     |
| 1996-1997             | KRC Genk              | Jupiler League        | 27          | 0           | 1                     | 0                     | -                              | 0                              | 0                              | 0        | 0        | 28    | 0     |
| 1997-1998             | KRC Genk              | Jupiler League        | 30          | 1           | 5                     | 0                     | CI                             | 3                              | 0                              | 0        | 0        | 38    | 1     |
| 1998-1999             | PSV Eindhoven         | Eredivisie            | 19          | 0           | 0                     | 0                     | C1                             | 0                              | 0                              | 2        | 0        | 21    | 0     |
| 1999-2000             | RSC Anderlecht        | Jupiler League        | 7           | 0           | 1                     | 0                     | C3                             | 4                              | 0                              | 1        | 0        | 13    | 0     |
| 2000-2001             | RSC Anderlecht        | Jupiler League        | 4           | 1           | 0                     | 0                     | C1                             | 3                              | 0                              | 0        | 0        | 7     | 1     |
| 2001-2002             | RSC Anderlecht        | Jupiler League        | 2           | 0           | 1                     | 0                     | C1                             | 1                              | 0                              | 0        | 0        | 4     | 0     |
| 2002-2003             | Nottingham Forest     | Championship          | 4           | 0           | 1                     | 0                     | -                              | 0                              | 0                              | 0        | 0        | 5     | 0     |
| 2003-2004             | Nottingham Forest     | Championship          | 4           | 0           | 0                     | 0                     | -                              | 0                              | 0                              | 0        | 0        | 4     | 0     |
| 2004-2005             | Heusden-Zolder        | Division 2            | 22          | 5           | 1                     | 0                     | -                              | 0                              | 0                              | 0        | 0        | 23    | 5     |
| 2005-2006             | Heusden-Zolder        | Division 2            | 23          | 1           | 1                     | 1                     | -                              | 0                              | 0                              | 0        | 0        | 24    | 2     |
| 2005-2006             | KVSK United           | Division 2            | 12          | 3           | 0                     | 0                     | -                              | 0                              | 0                              | 0        | 0        | 12    | 3     |
| 2006-2007             | KSV Roulers           | Jupiler League        | 26          | 4           | 2                     | 0                     | C3                             | 3                              | 1                              | 0        | 0        | 31    | 5     |
| 2007-2008             | KSV Roulers           | Jupiler League        | 5           | 0           | 0                     | 0                     | -                              | 0                              | 0                              | 0        | 0        | 5     | 0     |
| 2008-2009             | KVSK United           | Division 2            | 5           | 2           | 1                     | 0                     | -                              | 0                              | 0                              | 0        | 0        | 6     | 2     |
| 2009-2010             | KVSK United           | Division 2            | 7           | 0           | 0                     | 0                     | -                              | 0                              | 0                              | 0        | 0        | 7     | 0     |
| Total sur la carrière | Total sur la carrière | Total sur la carrière | 244         | 23          | 17                    | 2                     | -                              | 14                             | 1                              | 3        | 0        | 278   | 26    |

## Sélections internationales
Davy Oyen a été appelé à six reprises en équipe nationale belge et porté trois fois le maillot des « Diables Rouges ».
| Date       | Adversaire | Lieu       | Score | Statistiques |
| ---------- | ---------- | ---------- | ----- | ------------ |
| 18/11/1998 | Luxembourg | Luxembourg | 0-0   | 63e          |
| 05/02/1999 | Grèce      | Larnaca    | 0-1   | 65e          |
| 10/10/1999 | Angleterre | Sunderland | 1-2   | -            |

| Date       | Adversaire | Lieu      | Score |
| ---------- | ---------- | --------- | ----- |
| 22/04/1998 | Roumanie   | Bruxelles | 1-1   |
| 03/02/1999 | Chypre     | Nicosie   | 1-0   |
| 09/02/1999 | Tchéquie   | Bruxelles | 0-1   |